# タロ島
タロ島 (タロとう、Taro Island) はソロモン諸島にある、南北1キロ未満のサンゴ環礁の島でありその標高は2メートルに満たない。人口は2019年時点で507人。チョイスル州の州都でありチョイスル島北西のチョイスル湾に位置する。
タロ島にあるチョイスルベイ空港はソロモン航空が運営しており、ギゾなどへの便が出ている。
2012年9月に、警察署の建設計画が始まった。この計画はチョイスル州警察に監督される予定で、島の警察機能が強化される見込みである。
2014年8月には、島民全員（この時点では約千人）の移住計画が報じられた。地球温暖化による海面上昇に伴って洪水や高潮の懸念が高まり、地元当局がオーストラリア政府の支援のもと対策を検討した結果、長期的には対岸のチョイスル島に新しい州都を作って移住するしか集落を存続させる道はないという結論に達した。近年タロ島と同様の水没危機に瀕した島々は多いが、実際に全島民の移住を決めたのは太平洋ではタロ島が初めてとみられる。